# Aphilopota confusata
Aphilopota confusata là một loài bướm đêm trong họ Geometridae.